# خورخه ولاسکز
خورخه ولاسکز (انگلیسی: Jorge Velázquez؛ زادهٔ ۷ سپتامبر ۱۹۸۲) بازیکن فوتبال اهل آرژانتین است.